# Роман о девочках
«Рома́н о де́вочках» («Девочки любили иностранцев…») — прозаическое произведение Владимира Высоцкого, написанное, предположительно, в 1977 году. Возможно, является незаконченным. В рукописи, обнаруженной после смерти поэта, произведение не озаглавлено. В основе сюжета — переплетённые между собой судьбы проститутки Тамары Полуэктовой, уголовника Николая Святенко по прозвищу Коллега, театрального артиста и поэта Александра Кулешова, бывшего тюремного надзирателя Максима Григорьевича Полуэктова. В произведении отражены реальные жизненные впечатления автора, воспроизведены узнаваемые приметы советской действительности 1960—1980-х годов. В «Романе о девочках», написанном за три года до смерти, Высоцкий обобщил и вывел на новый уровень поэтические искания предшествовавших периодов своего творчества. Произведение, состоящее из трёх автономных частей (новелл), по жанру близко к повести. В нём обнаруживается своеобразная перекличка с «Евгением Онегиным» Пушкина, «Мастером и Маргаритой» Булгакова, обыгрываются другие литературные и фольклорные мотивы.
В 1983 году произведение было включено во второй том сборника песен и стихов поэта, напечатанного в Нью-Йорке издательством «Литературное зарубежье». В СССР впервые было опубликовано в первом номере журнала «Нева» за 1988 год. «Роман о девочках» был переведён на чешский, польский, болгарский, французский языки. В 1989 году в театре-студии «У Никитских ворот» Марк Розовский поставил одноимённый спектакль.

## История создания, первые публикации, переводы
Творческая биография Высоцкого начиналась не только с песен, но и с прозы. В четырнадцатилетнем возрасте он вместе со школьным товарищем Володей Акимовым написал «роман» по мотивам «Гиперболоида инженера Гарина» Алексея Толстого. Произведение называлось «Аппарат IL» («Испепеляющие лучи»). В конце 1950-х годов из-под пера Высоцкого вышли два рассказа — «Об игре в шахматы» и «О любителях приключений». Уже в зрелом возрасте Владимир Семёнович стал автором нескольких рассказов и сценариев. Все эти работы, по мнению Виктора Бакина, «были малы по объёму и имели незавершённый вид».
— Вы пишете книгу. Если правда — о чем она?
— Это правда. Но, вероятно, каждый там… Ну как — книгу пишу? Я не пишу книгу как таковую: сел и начал писать роман. Нет, я просто стал записывать некоторые свои впечатления в прозе. Они иногда выливаются в целые рассказы большие, иногда это начало больших вещей каких-то… Я не знаю, что из этого получится, но это правда. Это правда. Но я не буду бросать песни писать, не беспокойтесь.
По свидетельству литературоведа Алексея Леонидовича Казакова, весной 1976 года он присутствовал на встрече Высоцкого с писателем Юрием Трифоновым. Во время беседы поэт расспрашивал Трифонова о недавно опубликованном романе «Дом на набережной» и его персонажах и по ходу разговора упомянул: «А я сейчас тоже пишу роман…». Как вспоминал главный администратор Театра на Таганке Валерий Янклович, попробовать свои силы в прозе поэту посоветовал писатель Василий Аксёнов. В ещё «очень сыром» виде Высоцкий читал Аксёнову в доме на Малой Грузинской фрагменты «повести… о проститутках валютных».
Высоцкий умер в июле 1980 года, рукопись произведения была обнаружена в бумагах автора после его смерти. Назвать точную дату написания текста эксперты затрудняются, а потому определяют время работы над ним по двум факторам: главной героине Тамаре Полуэктовой, родившейся в 1954 году, в момент действия исполнилось 23 года; часть текста написана на мексиканской бумаге с водяными знаками, листы которой могли попасть к автору в августе 1977 года — при его первом посещении Мексики. На такой же бумаге был написан и автограф песни Высоцкого «Письмо в редакцию телевизионной передачи „Очевидное невероятное“ из сумасшедшего дома с Канатчиковой дачи», первое известное исполнение которой состоялось в октябре 1977 года. Известно также, что примерно в 1978 году автор читал произведение близким друзьям «не как пробу пера или нечто „раннее“, а всерьёз». Найденная рукопись не имела заглавия, и название — «Роман о девочках» — появилось при первых публикациях. Автограф произведения на семнадцати листах хранится в РГАЛИ.
В 1983 году «Роман…» был включён во второй том «Песен и стихов», выпущенный издательством «Литературное зарубежье» в Нью-Йорке. Существуют также данные, что произведение публиковалось в 1981 году в четырёх номерах еженедельной нью-йоркской «Новой газеты», организованной и выпускавшейся Евгением Рубиным. В СССР широкая, без цензуры, публикация стихотворных и прозаических текстов Высоцкого началась только после получения им посмертно, в 1987 году, Государственной премии «за создание образа Жеглова в телевизионном художественном фильме „Место встречи изменить нельзя“ и авторское исполнение песен». «Роман о девочках» был напечатан со вступительным словом Натальи Крымовой в первом номере журнала «Нева» за 1988 год. В следующем году Марк Розовский поставил пьесу «Роман о девочках» на сцене театра-студии «У Никитских ворот».
В 1988 году в шестом номере журнала «Литературные чтения» (Ленинград) «Роман…» был опубликован для незрячих читателей шрифтом Брайля. В числе первых переводов произведение было издано на чешском языке «чеш. Roman o holkách» в переводе Милана Дворжака в декабре 1988 года в ежемесячнике чеш. Sovĕtska literatura. В 1989 году «Роман…» был переведен на французский язык и выпущен издательством Alinea под названием «Молодые девушки» (фр. Les jeunes filles) в переводе Брюно Венсандо (фр. Bruno Vincendeau). На польском языке в 1992 году была опубликована книга пол. Opowieść o dziewczynkach в переводе Ежи Семянко (пол. Jerzy Siemianko) и Анджея Твердохлиба. На болгарском языке отрывки из «Романа…» публиковались в 1988 году (переводы Димитрины Панайотовой и Росицы Бырдарской), полный перевод опубликован в 1990 году в сборнике произведений Высоцкого «Возвращение» (болг. Завръщане).

## Сюжет
Произведение состоит из трёх автономных частей, рассказывающих о различных эпизодах из жизни героев. Первая новелла повествует об истории взросления Тамары Полуэктовой и дворового «авторитета» — голубятника Николая Святенко по прозвищу Коллега. Роман шестнадцатилетней школьницы и двадцатипятилетнего «рослого парня с двумя золотыми зубами» оказывается недолгим. Святенко попадает в тюрьму за неудавшуюся кражу (в другой части произведения упоминается про драку с поножовщиной), а Тамара не обещает и не стремится хранить ему верность. Вскоре в её жизни начинается новый этап, обозначаемый автором первой фразой произведения — «Девочки любили иностранцев». Валютная проститутка Полуэктова встречается с состоятельными французами, финнами, шведами в ресторанах и отелях. Один из её постоянных клиентов, Питер Онигман из ФРГ, даже готов предложить Тамаре руку и сердце. Своё намерение немецкий бизнесмен публично озвучивает в присутствии сотрудников спецслужб и служащих «Интуриста», задержавших Полуэктову на выходе из гостиницы. Однако стать женой Онигмана ей не удаётся: радуясь неожиданному повороту в судьбе, Тамара подпрыгивает, и из её белья выскальзывают 800 марок, украденных из бумажника Питера в его отсутствие. «Да, счастье было так возможно!»
Вторая новелла во многом воспроизводит те же события, о которых идёт речь в первой части, однако в ней повествование ведётся уже от лица Тамары Полуэктовой. Героиня вспоминает о детстве, об отце-«садисте» Максиме Григорьевиче, о своём первом мужчине Николае Святенко и той молве, которая сопровождала её в школе после ареста Коллеги.
В третьей части действие переносится в квартиру Максима Григорьевича Полуэктова — бывшего вохровца, инвалида, работающего ныне пожарным в театре. Среди его театральных знакомых выделяется «путавшийся с Томкой» артист Александр Кулешов, автор блатных песен, которые часто можно услышать на магнитофоне. Размышления Максима Григорьевича о том, где бы найти денег на «похмелку», прерывает дверной звонок. В квартиру входит отбывший срок Святенко. Его появление не радует ни Полуэктова-старшего, ни вернувшуюся домой Тамару. Её настроение, однако, меняется, когда Николай начинает под гитару напевать «Ребята, напишите мне письмо, / Как там дела в свободном вашем мире…». Героиня признаётся, что автор этой песни, который, согласно лагерным легендам, «то ли сидит, то ли убит», является её возлюбленным, и просит Коллегу уйти и никогда больше не возвращаться.

## Герои

### Тамара Полуэктова
История Тамары Полуэктовой сложилась, по мнению исследователей, из устных рассказов некой Ирины Ш. — близкой знакомой Высоцкого, которой он в своё время весомо помогал, в том числе в решении жилищного вопроса. В июле 1980 года, находясь уже в тяжёлом состоянии, Владимир Семёнович позвонил ей и попросил приехать. Поэт, как вспоминала впоследствии Ш., «выглядел просто ужасно»; тем не менее он поинтересовался, как обстоят дела с её квартирой. Ирина ответила, что у неё на данном этапе возникла другая проблема — финансовая. Тогда Высоцкий открыл ящик и предложил взять столько денег, сколько нужно. Находившийся рядом с поэтом администратор Театра на Таганке Валерий Янклович утверждал, что 6000 рублей, полученные за концерты в Калининграде, Высоцкий перед смертью отдал «двум девушкам, перед которыми у него были какие-то моральные обязательства».
Тамара в «Романе о девочках» напоминает разных экранных и песенных персонажей. Так, в ней обнаруживаются черты освоившей «древнейшую профессию» домохозяйки Жюльет Жансон из комедии Жан-Люка Годара «Две или три вещи, которые я знаю о ней» (в этой картине роль «рефлексирующей проститутки» исполняет Марина Влади). Литературоведы видят определённое сходство между Полуэктовой и роково́й героиней песни Высоцкого «Тот, кто раньше с нею был» («В тот вечер я не пил, не пел»). Как литературный типаж Тамара является «родной сестрой» Нинки из песни «Наводчица» («Ну, и дела же с этой Нинкою — / Она ж жила со всей Ордынкою»).
Центральная новелла произведения, озаглавленная «Рассказ Тамары Полуэктовой нам», — это, по словам литературоведа Анатолия Кулагина, своеобразная «песня в прозе». Откровенная исповедь объясняет поведение героини, многие поступки которой — «родом из детства». Отец воспринимается ею как домашний «садист», мать — как жалостливая и терпеливая женщина; особняком стоит школьная учительница, ненавидевшая строптивую, не признающую авторитетов старшеклассницу Полуэктову. Сквозной мотив при создании образа Тамары — одиночество. Внешне независимая и самодостаточная, героиня, тем не менее, нуждается в поддержке и понимании. Изначально её представление о счастье было связано с Николаем Коллегой: «И мне было хорошо оттого, что у меня есть хозяин и слуга одновременно, и думала я, что буду я с ним жить, сколько он захочет, и пойду за ним на край света».

Тамара Полуэктова представляет новую для художника сферу жизни. Валютные проститутки, интуристовские отели — это не «шалавы» и не «малины» в Марьиной Роще. Это действительность 70-х годов, а не 50-х и даже не 60-х. Реалии новой эпохи вошли в данном случае в прозу художника, минуя поэтическое слово — Высоцкий-поэт эту тему не разрабатывал.

### Максим Григорьевич Полуэктов
Отец Тамары Полуэктовой является единственным персонажем «Романа о девочках», которому, как считают высоцковеды, «в возможности возрождения отказано напрочь». Максим Григорьевич — участник войны, и его фронтовое прошлое поначалу притягивает к нему Александра Кулешова — во время чествования ветеранов в театре тот сам подходит к нему, чтобы поговорить и спеть несколько песен. Однако интерес артиста к человеку с орденом (полученным не за бои, а за выслугу лет) пропадает после того, как Полуэктов сообщает, что некогда он «Тухачевского держал… за руки, чтоб не падал». Бывший надзиратель надеется, что Кулешов после его признания предложит громкий тост за своего собеседника, но Александр просто встаёт и уходит. По утверждению театроведа Натальи Крымовой, доживший по пенсионного возраста выпивающий вохровец находится в постоянном смятении, потому что, подводя жизненные итоги, «в помутнённом своём сознании никак не может понять (и никогда не поймёт), кто он, собственно, — представитель „порядка“ или попросту подонок».
То, что после увольнения «из органов» Полуэктов устраивается в театр пожарным, вполне соответствует веяниям времени: в СССР Пожарная охрана являлась сначала структурным подразделением НКВД, а затем входила в состав МВД. В Театре на Таганке работал пожарный, «державший Тухачевского». Актёр Вениамин Смехов писал в своих воспоминаниях: «Мое поколение, как и поколение Любимова и Эфроса, воспитано страхом. Дети лагерного режима, мы не удивлялись, что вахтеры на служебном входе театров — чаще всего отставные чекисты. Мы привыкли к их манере ощупывать глазами входящих. В последние мои дни на „Таганке“, находясь в состоянии ежедневных стрессов, я сорвался на наших „пожарников“». Эта тема — «чекисты» и учреждения культуры — разрабатывалась и в песне барда Фреда Солянова, написанной в 1965 году: «Спит сигарета на губе. / От водки на сердце теплее. / Гипнотизёр из КГБ / Пожарным числится в музее. <…> Сторожка плавает в дыму. / И вспоминается ночами, / Как маршал выл, когда ему / Он позвоночник рвал клещами // Теперь уж прежней силы нет. / Но зуд проходит через руки. / Ему бы в руки пистолет, / А он пьет горькую со скуки».

### Александр Кулешов
В «Романе о девочках» исследователи находят «много Высоцкого» — речь идёт прежде всего об актёре Александре Петровиче Кулешове, жизненные этапы которого во многом пересекаются с биографией автора. Кулешов служит в московском театре, исполняет главные роли в спектаклях, выпивает, играет на гитаре, поёт блатные и военные песни. Сочинённые им произведения практически дословно совпадают со стихотворными текстами Высоцкого. Александра сопровождают легенды, народная молва наделяет его качествами то героя, то уголовника; такими же мифами был при жизни окружён и Владимир Семёнович.
Существуют различные версии, связанные с именем персонажа. Высоцковеды называют ряд произведений, которые могли в той или иной степени повлиять на выбор автора. Так, в 1976 году вышел в свет роман Александра Павловича Беляева «Взлётная полоса», в котором присутствует герой Александр Кулешов. В романе Александра Солженицына «Архипелаг ГУЛАГ» упоминается политзаключённый Александр Петрович Малявко-Высоцкий. Полным тёзкой артиста является и центральный персонаж повести Фёдора Достоевского «Записки из Мёртвого дома», внешне и по возрасту («лет тридцати пяти, маленький и тщедушный») напоминающий Кулешова.

### Николай Святенко (Коллега)
Выбор имени и прозвища для первого возлюбленного Тамары, возможно, связан с двумя обстоятельствами. В начале 1970-х годов Высоцкий познакомился на Дальнем Востоке с капитаном круизного теплохода «Феликс Дзержинский» Николаем Свитенко; не исключено, что его имя ассоциативно возникло в сознании поэта, когда он приступил к работе над «Романом о девочках». Изменение одной буквы в фамилии, по мнению исследователя Андрея Скобелева, позволило установить некую подспудную связь уголовника «со Святым Николаем (Мирликийским)… покровителем странствующих». Кроме того, Высоцкий мог знать, что среди тех, кто отбывал срок вместе с Солженицыным, значился некто Коллега.
О Николае, как и об Александре Кулешове, слагаются легенды: жители района воспроизводят истории о силе, бесстрашии, воровском артистизме Коллеги. Святенко в определённом смысле напоминает героя из песни Высоцкого «Я любил и женщин, и проказы», содержащей строчки: «И ходили устные рассказы / Про мои любовные дела». С Кулешовым Николая сближает умение играть на гитаре, сочинять и исполнять песни: «И в них героями были какие-то Серёжи, честные, несправедливо наказанные». Родство образов позволяет исследователям говорить о наличии героев-двойников в «Романе о девочках». Двойниками являются, с одной стороны, Александр Кулешов и автор, передавший ему тексты своих песен; с другой — тот же Кулешов и Коллега, поэт и исполнитель: «То есть „двойник“ раздваивается, чтобы в финале слиться в один образ».
Заключительная сцена третьей новеллы, когда вернувшийся из тюрьмы Коллега приходит в квартиру Полуэктовых, является, по словам Анатолия Кулагина, кульминационной, — к ней «стягиваются все сюжетные и смысловые линии повествования». Исполнив для возлюбленной песню «Как там Тамарка, с кем она сейчас? / Одна? — тогда пускай напишет тоже», Николай поясняет, что текст и музыку сочинил очень уважаемый в лагерной среде Александр Кулешов: «Все без ума ходят от песен, а начальство во время шмонов — обысков то есть — листочки отбирало». Чувствуя внутреннюю близость с неведомым Кулешовым, Святенко и не подозревает, что во время его отсутствия у автора этих песен начался роман с Полуэктовой. Драматизм эпизода трактуется исследователями по-разному. По мнению поэта Михаила Львовского, сцена, когда узнавший о Тамариной измене Николай «покидает свою любимую без единого слова упрёка», сродни легенде о том, «как налётчики напали в Одессе на Леонида Утёсова, но, узнав, кто перед ними, отпустили с извинениями и обещали впредь охранять». Иной точки зрения придерживается Анатолий Кулагин, считающий, что финал произведения содержит «обрыв поистине „онегинский“»: «Она ушла. Стоит Евгений, / Как будто громом поражён. / В какую бурю ощущений / Теперь он сердцем погружён!» Уход Коллеги — это спонтанное действие, вызванное душевным смятением, полагает литературовед.

### Другие персонажи
В первой новелле упоминается напарник и компаньон юного Коллеги — Лёнька Сопеля, возивший вместе с Николаем украденных голубей на рынок. По данным некоторых мемуаристов, в молодости Высоцкий нередко рассказывал о голубятнике Лёньке Гунявом, проживавшем на Большом Каретном и обладавшем «способностью попадать во всякие истории». Исследователи также отмечают, что в 1976 году вышел в свет юмористический детектив Юрия Коваля «Пять похищенных монахов», в котором действует персонаж по прозвищу Сопеля. Сюжет произведения связан с криминально-дворовой темой — поисками похищенных голубей-«монахов».
В одном из эпизодов третьей новеллы воспроизводятся воспоминания Максима Григорьевича о его работе в Бутырской тюрьме. Входя в камеру, чтобы изъять у заключённых карты, Полуэктов всякий раз становился объектом повышенного внимания давнего «лагерного жителя» — Шурика по кличке Внакидку, который и встречал, и провожал его объятиями и прибаутками. Позже выяснилось, что в момент приветствия Шурик прятал колоду в одежде надзирателя, а потому найти её Полуэктов ни разу не сумел. Как утверждал друг Высоцкого — золотопромышленник Вадим Туманов, проведший восемь лет в колымских лагерях, — персонаж по кличке Шурик Внакидку переместился в «Роман о девочках» из его устных рассказов: «Был у нас в лагере такой парень, который одно время, совершенно проигравшись, ходил голый, в рогожном мешке, державшемся одним углом на его голове».
Другое воспоминание Полуэктова связано с пребыванием в госпитале МВД, где его оперировал хирург Герман Абрамович, предупредивший при выписке: «Будете пить — умрёте». Этот эпизод во многом основан на фактическом материале. В марте 1971 года Высоцкий находился на лечении в Центральном госпитале Министерства внутренних дел. Его наблюдающим доктором был Герман Ефимович Баснер. В этом учреждении поэту впервые вшили эспераль — препарат, вызывающий непереносимость алкоголя. По воспоминаниям Баснера, Высоцкий под его диктовку предварительно написал расписку, где указал, что соглашается на операцию добровольно, осознаёт возможные последствия и обязуется «спиртного не употреблять».
В произведении упоминается мать Тамары — заведующая овощным отделом, которая «всё время грызёт» героиню, а также учительница Тамара Петровна по прозвищу Морковка. Образ учительницы был взят Высоцким из школьных воспоминаний. «В восьмом классе у нас была учительница — преподаватель зоологии, и она дала задание, чтобы мы вырастили плесень на куске черного хлеба. И Володя вырастил эту плесень на морковке, а дело в том, что эту учительницу все называли Морковкой. И она ему этого долго, до конца школы простить не могла», — рассказывал его одноклассник Игорь Кохановский.
Помимо персонажей, появляющихся в отдельных эпизодах, в произведении создан и так называемый «обобщённый портрет» представителей криминального мира и их верных спутниц: «Он и по шесть-семь сроков оттянет, и каждый раз возвращается, отмотав срок, а она — на месте, и хлопочет вокруг, и работает на него, потому что после шестого-то срока он инвалид совсем».

## Советская действительность
На нескольких авторских листах прозаического наследия художника <…> — не только «тот самый» Высоцкий, но и «та же самая» жизнь в её полноте и многоголосии. Жизнь, искаженная нелепыми и фальшивыми лозунгами. Жизнь психиатрических больниц и валютных проституток. Но она же — и жизнь обычных людей с обычными человеческими чувствами, не заглушенными никакой идеологией. И все же всегда рядом со своими героями — единый во всех лицах автор.
— Анатолий Кулагин

### Атрибуты дворового мира
Тема дворового мира, доминировавшая в раннем поэтическом творчестве Высоцкого, получила развитие и в прозе поэта. К числу атрибутов послевоенных московских дворов относится «финка с наборной ручкой, а лезвие — закалённой стали из напильника», которую для Николая Коллеги сделал брат его компаньона Сопели. Финка — это популярный в советской криминальной среде нескладный короткий нож с прямым клинком и характерным скосом обуха. Под «наборной рукояткой» подразумевается набранная из отдельных элементов разного цвета (оргстекло, плексиглас, пластмасса, дерево, цветные металлы) ручка. Лезвия самодельных ножей изготавливались из напильников, рессор, полотен механических пил, клапанов двигателей внутреннего сгорания, подшипников. В СССР финские ножи приравнивались к холодному оружию, их ношение, сбыт, хранение уголовно наказывались.
Одним из элементов столичной дворовой жизни того времени были голубятни. В детские и отроческие годы Николай Святенко «гонял голубей», то есть заставлял птиц подниматься в небо. Это словосочетание имело и переносный смысл и означало «заниматься ерундой, бездельничать». Вместе с напарником Сопелей Коллега продавал украденных «монахов», «шпанцырей», «сорок», «чиграшей», «варшавских» — так именовались породы домашних голубей, разведение которых было широко распространено в СССР до 1970-х годов. Торг шёл с использованием понятной голубятникам лексики: «Сколько хочешь за пару понятых лимунистых?» «Понятой парой» голубятники называли образовавших пару голубя и голубку; под словом «лимунистые» (правильно: «лимонистые») подразумевался птичий окрас .
К числу привычек, приобретённых Коллегой к двадцатипятилетнему возрасту, относится курение марихуаны. Процесс изготовления «косяка», то есть снаряжения папиросы марихуаной («анашой», «планом», «травкой») — лёгким наркотиком, получаемым из конопли, описан в произведении, по словам Андрея Скобелева, «достоверно и со знанием дела»: «Возьмёт папироску, надкусит кончик, сдвинет тонкую бумажку… <…> курит что-то пахучее».

### Предприятия, организации
В произведении упоминаются узнаваемые названия советских учреждений и организаций. Так, брат Сопели работает на «Калибре» — инструментальном заводе в Москве (улица Годовикова, дом 9), построенном в первой половине 1930-х годов и специализирующемся на выпуске измерительных инструментов и приборов по металлу. Автору «Романа…» было знакомо это предприятие, потому что в принадлежащем ему Доме культуры Высоцкий дважды — в 1970 и 1972 годах — давал концерты . В своей исповеди Тамара Полуэктова рассказывает, что муж её старшей сестры — «инженер, работает в ящике». «Ящиками» в СССР было принято называть режимные объекты, засекреченные научно-исследовательские институты и оборонные предприятия, для обозначения которых (из соображений секретности) использовались номера почтовых ящиков. Максим Григорьевич Полуэктов, пытаясь найти деньги «на похмелку», размышляет о том, что его старшая дочь Ирина с мужем любую лишнюю копейку несут в сберкассу. Сберкасса — это сокращённое, разговорное название сберегательной кассы. В момент написания произведения учреждение официально именовалось как Государственная трудовая сберегательная касса.
Ряд терминов и наименований в «Романе о девочках» имеет отношение к торговле. К примеру, в авторских рассуждениях о том, как изменилась бы жизнь условной Тамары, Веры, Люды, если бы в свободной продаже имелись джинсы и красивое бельё, упоминается Мосторг — Московское городское территориальное производственно-торговое объединение Главного управления торговли, общественного питания, бытовых и платных услуг Мосгорисполкома. Мосторгом также называли крупнейший московский универмаг — ЦУМ. В числе подарков, получаемых валютными проститутками от клиентов, был «хрустящий пакетик от „Бон Марше“». Le Bon Marché — это название крупного универмага в Париже, входящего в одноимённую торговую сеть.
Во время задержания спецслужбами отеля Тамара задаёт вопрос «гражданину начальнику»: «Откуда у вас „Винстон“ — он только в барах да „Берёзках“?» Речь речь идёт о валютных барах и магазинах, открытых в середине 1960-х годов вначале в Москве, а потом и в других городах СССР. В России магазины носили название «Берёзка», на Украине — «Каштан», в Азербайджане — «Чинар». Эта торговая сеть была в основном ориентирована на иностранцев; в её точках реализовывались экзотические для советского обывателя промышленные и продовольственные товары (главным образом импортные). Помимо валюты, в этой сети принимались рублёвые чеки Внешпосылторга, на которые гражданам СССР в обязательном порядке необходимо было менять легально полученную иностранную валюту.
Известие о том, что бизнесмен Питер Онигман готов жениться на Тамаре, вызывает ошеломление у говорящих с ним на «нечистом арийском языке» «служащих „Интуриста“». «Интурист» — Всесоюзное акционерное общество по иностранному туризму в СССР. С 1933 года и до распада СССР оно было монопольной организацией, принимавшей и обслуживающей всех иностранных граждан, прибывающих в страну. «Интурист» тесно взаимодействовал с органами внутренних дел и секретными службами страны.

### Быт и ритуалы
В числе деталей обихода, упоминаемых в произведении, — женские бани, к которым проявляли интерес «подглядывать» местные «ханыги». Речь идёт о женских отделениях общественных бань, посещение которых являлось непременным элементом жизненного уклада для большинства граждан страны. До конца 1960-х годов включительно в СССР количество ванных комнат на душу населения было чрезвычайно мало. В своих воспоминаниях сосед Высоцкого по Первой Мещанской В. Тер-Миносян рассказывал, что «хождение в баню — это был обязательный еженедельный ритуал для всех жителей дома. Недалеко был Банный переулок, там и находилась „наша“ баня. Поздно вечером в субботу или рано утром в воскресенье шли в эту баню, занимали очередь на себя и на соседей. Стоять в очереди приходилось довольно долго…».
При описании «обобщённого портрета» уголовника автор замечает, что его жена подчас «крутится с газировкой — летом, да с пивом — зимой». В советских городах практиковалась уличная летняя продажа «газировки» без применения кассовых аппаратов. Во второй половине 1960-х годов использование труда «продавщиц газировки» было почти полностью вытеснено автоматами для продажи газированной воды.
Во время школьных каникул девятиклассница Тамара Полуэктова «ездила пионервожатой в лагерь», расположенный в Тарусе. Пионервожатые — вожатые пионерских лагерей, которыми в те времена на общественных началах обычно назначались комсомольцы — старшеклассники или студенты. Их деятельность регламентировалась «Положением о старшем и отрядном пионерском вожатом Всесоюзной пионерской организации им. В. И. Ленина» и заключалась в решении «задачи коммунистического воспитания, опираясь на инициативу и самодеятельность детей». Цена лагерной путёвки была относительно невысокой — она не превышала 10 процентов от средней заработной платы рабочих и служащих.

### Адреса и географические объекты
Ряд адресов и географических объектов, упоминаемых в произведении, имеет отношение к творческой биографии Высоцкого. Среди них — Малюшенка («Сами ток что взяли по сто двадцать у Шурика с Малюшенки») — район в Москве между Большим Каретным переулком и Цветным бульваром, имевший репутацию места со сложной криминогенной обстановкой. В песне Высоцкого «Из детства» послевоенная атмосфера в районе описывается так: «С Малюшенки — богатые, / Там — „шпанцыри“ подснятые, / Там и червонцы мятые, / Там Клещ меня пырнул». Частью района был увековеченный в песне Большой Каретный переулок — там, в доме № 15, Высоцкий жил с 1949 года с отцом, Семёном Владимировичем, и его женой Евгенией Степановной.
Старшая сестра Тамары Полуэктовой, Ирина, вместе с мужем увлекается альпинизмом. Летом они ездят то на Домбай — горнолыжный курорт, где тренируются и соревнуются покорители вершин, то на Боксан (правильно: Баксан) — так называются город, река и ущелье в Кабардино-Балкарии, расположенные в Приэльбрусье. Во время съёмок художественного фильма «Вертикаль» Высоцкий посещал одноимённый альпинистский лагерь.
Отроческие годы Николая Коллеги во многом связаны с «Конкой» — так герои произведения именуют Новоконную площадь (район Таганки), рядом с которой был расположен Калитниковский птичий рынок (действовал с 1938 по 2001 год). Несостоявшаяся свадьба Полуэктовой и «бизнесфюрера» Питера Онигмана сопровождается авторской репликой: «И попала бы Тамарка с Самотёки в эти перины и ванны». «Самотёка» — район Самотёчной площади в Москве.
На страницах «Романа о девочках» дважды упоминается Караганда: «Под Карагандой… добывал он с бригадой уголь для страны», «В старом, ещё не переоборудованном лагере под Карагандой». Речь здесь идёт о практиковавшемся в СССР использовании труда заключённых, в том числе и при добыче угля. Город фактически создавался в 1930—1940 годах узниками ГУЛАГа (лагеря Карлаг). В 1970-х годах около Караганды, несмотря на сокращение, всё ещё оставалось много лагерей.

### Дворовая и блатная лексика
- «Линять» — жаргонное «уходить»[66].
- «Надеть на кумпол» — ударить головой[67].
- «Канай» — от слова «канать» — идти, топать[43].
- «Фармазон» — мошенническая деятельность, разновидностью которой был, например, сбыт фальшивых драгоценностей[43].
- «Целка» — название девственной плевы и девственницы[68].
- «Щипач» — карманник, вор; «карман» — карманная кража[69].
- «Шмон», «обшмонал» — обыск, обыскал[70].
- «Бушлатик помыли» — то есть украли бушлат, ватную куртку[43].
- «Матрас обтруханный» — в «Романе…» — «матрас, испачканный спермой» от «трухать» — онанировать[71].
- «Пассажир! По поездам и такси. Работа такая» — в уголовном мире «пассажиром» обычно называют человека, не принадлежащего к уголовному миру. Менее распространённое значение — помощник[72].

В «Роман о девочках» включена речь самых разных групп населения: воров, проституток, надзирателей, подростков, вращающихся в кругах, близких к уголовным. Использование лексики так называемых «деклассированных элементов» было необходимо Высоцкому и для создания атмосферы, в которой действуют его герои, и в качестве особых, свойственных определённой эпохе примет. Исследователи обнаружили в произведениях Высоцкого около ста шестидесяти лексем уголовного мира (специализированных, общеуголовных, тюремных арго), четверть из которых фигурирует в «Романе о девочках». Так, во дворе, где рос Николай Святенко, употреблялись слова «подснимаешь» (от слова «подснять», что означает украсть), «одноделец» — человек, проходящий по одному и тому же уголовному делу, «по запарке» — то есть торопясь, в спешке, не разобравшись. На рынке, где Коллега с корешем Сопелей сбывают похищенных голубей, «шастают кодлы обворованных соседей», ищущих своих пернатых. «Кодла» — это синоним слов «шайка» или «банда», так называли группы асоциальных, агрессивно настроенных людей.
В послевоенном блатном мире были распространены арготизмы «волки́ позорные» (общеуголовное ругательство), «пала» — укороченная форма слова «падла», которая — по сравнению с полной формой — не несла в себе резко негативного оттенка. Лёнька Сопеля, наблюдая за артистизмом, с которым Николай ведёт себя в момент разоблачения, произносит: «И где ты, пала, так наблатыкался». Используемый персонажем глагол произошёл от слова «блатыкаться» и означал «изучать законы и лексикон воровской жизни».
Во время задержания Тамары в отеле допрашивающий её «гражданин начальник» произносит, обращаясь к Питеру Онигману: «Мы… её в такой конверт упрячем, что никто и не отыщет». Выражение «в такой конверт упрячем» подразумевало отправку в места заключения. Порядок этапирования советских заключённых содержал положения: «Пакет или этапное дело сопровождает заключенного во время этапирования. <…> На пакете, опечатанном пятью сургучными печатями, наклеена фотокарточка заключенного и выписаны его данные. <…> Из места отправления заключенные передаются начальнику конвоя под расписку вместе с пакетами, по которым он их проверяет. По прибытии на место нач. конвоя сдает людей и пакеты под расписку. В пути пакеты хранятся начальником конвоя».
Рассказывая о «ребятах», которых после лагерей «по здоровью сактировали», автор имеет виду практику, существовавшую в советской пенитенциарной системе. «Актировка» — это условно-досрочное освобождение по акту медицинской комиссии (обычно смертельно больных, — чтобы их смерть не отразилась в лагерной статистике). «Актировали» уголовников гораздо чаще, чем политических заключённых.
В «Романе…» упоминаются карточные игры тех времён, такие как, например, «Петух» и связанные с ними специализированные термины, описывающие обстоятельства и их приёмы, в том числе плутовские, шулерские: «разбанковался», «третий круг подряд всех чешет», «на кону уже двести было», «передёргивает», «очко „6-7-8“».

Если в стихотворениях-песнях арготизмы использует лирический герой, то в романе слова уголовной среды часто звучат и в авторской речи, — прежде всего, при описании преступной среды, характеристики героя (например: «Здесь Шурик был уже третий или четвёртый раз, проходил он по делам все больше мелким и незначительным — карман да фармазон — и считался человеком неопасным, заключенным сносным, хотя и баламутом»). <…> Большинство блатных слов, используемых Высоцким, образовано от общенародных лексем, арготических образований от иноязычных заимствований почти не наблюдается. И это — одно из доказательств, что поэт подбирал слова, понятные читателю и слушателю.

### Другие приметы времени
В произведении создана весьма пёстрая картина советского мира 1960—1970-х годов. Так, Максим Григорьевич Полуэктов обращается к появившемуся в его доме Коллеге с вопросом: «В Москве-то тебе можно?» В ту пору в Советском Союзе существовал запрет на прописку и фактическое проживание отдельных категорий граждан в Москве, Ленинграде, Киеве и некоторых других крупных городах. Десятки правительственных циркуляров, регламентирующих эту установку, не были опубликованы и имели грифы «секретно», «не для печати», «не подлежит оглашению», поскольку явно противоречили Конституции СССР. За нарушение этих постановлений были предусмотрены меры административной ответственности, такие как, например, высылка. Зачастую она применялась как дополнительное наказание и подразумевала «удаление осужденного из места его жительства с запретом проживания в определённых местностях» от двух до пяти лет.
Подруга Лариса, появившаяся у Тамары, работает «разговорницей Мосэстрады», то есть является артисткой разговорного жанра в организации, проводившей эстрадно-концертную работу на площадках Москвы. Мосэстрада входила в систему Всесоюзного гастрольно-концертного объединения. Тамара надеется отправиться вместе с Ларисиной концертной бригадой в тур по стране, но выясняется, что «в Магадан теперь нужен пропуск». Речь здесь идёт об административном запрете свободного проезда в отдельные города, называвшиеся «закрытыми». Существовали разные степени «закрытости»: в ряде населённых пунктов имелись ограничения только въезда для иностранцев, а некоторые города не могли посещать даже граждане СССР без специального разрешения (пропуска).
Тамара в своей исповеди рассказывает, что занимается поисками партнёров «во всяких ВТО и Дом-кино на просмотрах и в ресторанах — в ДЖ, ДЛ, — и там всегда много интересных и знаменитых людей, и более интимно». Исследователи уточняют, что в столице в тот период было два Дома кино: Центральный дом кино и Московский дом кино, «на просмотры» которых попадала только избранная публика и демонстрировались фильмы, в общий прокат либо ещё не попавшие, либо вообще не предназначенные для проката в СССР, главным образом зарубежные. Аббревиатуры «ДЖ» и «ДЛ» расшифровываются как Дом журналиста и Дом литераторов соответственно; это были весьма престижные учреждения клубного типа, доступ в которые имели только члены творческих союзов и их гости. Одновременно героиня признаётся, что её случайные знакомые — люди чрезвычайно занятые: «У всех семьи, дети, кооперативы». Речь, вероятно, идёт о жилищно-строительных кооперативах (ЖСК), вступление в которые было в те времена хоть и дорогим, но наиболее реальным способом улучшить жилищные условия. Граждане объединялись в кооперативы для строительства многоквартирных домов, гаражей и дач.
В произведении фигурируют также алкогольные бренды. Николай Святенко приходит в квартиру к Полуэктовым с бутылкой «Двина» — армянского коньяка высокого качества и повышенной крепости (50 %), с выдержкой не менее десяти лет, который выпускался с 1945 года. «Девочкам, любившим иностранцев», клиенты предлагают в гостиничных номерах «„Баллентайн“, и тоник, и другие красивые посудины». «Баллентайном» (правильно: «Баллантайнс») именуется марка шотландского виски.

## Художественные особенности

### В контексте поэтического творчества Высоцкого
Филолог Анатолий Кулагин предлагает условное деление творческой биографии поэта на несколько периодов. Дебютный (или «блатной») этап охватывал первую половину 1960-х годов. Второй — названный Кулагиным «протеистическим» — длился с 1964 по 1971 год. Третий — «гамлетовский» (или рефлексирующий) — пришёлся на 1971—1974 годы. Затем наступило заключительное пятилетие, когда Высоцкий обобщил и вывел на новый уровень искания прежних лет. Именно в эту пору в его творческом багаже появился «Роман о девочках», в поэтику которого органично вписались синтезированные элементы предыдущей «триады».
В начале 1960-х годов круг тематических интересов Высоцкого был в основном связан с нравами уголовной среды и городских дворов — в ту пору он получил известность преимущественно как автор блатных песен. Спустя полтора десятилетия герои его ранних произведений словно переместились в «Роман о девочках». Рассказывая об отроческих переживаниях Николая Коллеги и его друзей, поэт создал мир своей молодости, воспроизвёл атмосферу московских улиц, описал столичные дворы с их голубятнями, финскими ножами и подростковыми представлениями о смелости и надёжности. Стремление заново пережить детские впечатления, обозначившееся на заключительном творческом этапе, обнаружились у Высоцкого не только в прозе — тогда же у него появились песни и поэтические зарисовки «Баллада о детстве», «Из детства» и другие произведения, перекликающиеся с «Романом о девочках».
Выразителем «протеистического» направления в «Романе…» является Тамара. Несмотря на явную близость Полуэктовой к роковым героиням ранней — «блатной» — лирики Высоцкого, её образ, по мнению Анатолия Кулагина, «вырос» в основном из галереи типажей второй половины 1960-х годов. В этот период Высоцкого интересовали самые разные сферы жизни — от альпинизма до спорта, от войны до быта. В «протеистическую» пору его поэтический мир населяли весьма колоритные персонажи, «и этих людей он стремится не осудить, а прежде всего понять». Вместе с Тамарой из того же творческого периода перешёл в «Роман…» и Максим Григорьевич Полуэктов, в биографии которого звучат отголоски написанной в 1965 году «Песни про снайпера, который через пятнадцать лет после войны спился и сидит в ресторане».
Третий — «гамлетовский» — этап творчества Высоцкого ознаменовался выходом на экзистенциальные темы; поэт начал обращаться к «вечным» вопросам, в том числе проблемам ранней смерти («О фатальных датах и цифрах»), соотношения силы и власти («Мой Гамлет»), пересечения искусства и жизни. Теперь ему понадобился своеобразный двойник, с помощью которого можно было осмыслить пройденный путь и подвести предварительные итоги. Таким героем-двойником в «Романе о девочках» стал Александр Кулешов, которого исследователи называют «своего рода реконструкцией восприятия поэта со стороны».

При всей своей внешней традиционности «Роман о девочках» действительно являет собой своеобразный творческий эксперимент. Это произведение не только о Николае Святенко или Тамаре Полуэктовой — это произведение художника о самом себе, некий самоотчёт, попытка сказать на другом (то есть прозаическом) языке о своей поэтической работе, смоделировать пройденный в поэзии путь, с его основными вехами, в рамках другой художественной системы.

### Жанр и композиция
«Роман о девочках» предположительно считается незаконченным, хотя некоторые исследователи при анализе текста обращают внимание на «литературную завершённость в обрисовке характеров». Поскольку история Тамары Полуэктовой, Николая Святенко и Александра Кулешова не соотносится с эпической прозой в её привычном — романном — понимании, то остаётся открытым вопрос о жанровой природе произведения. По мнению Андрея Скобелева, речь здесь идёт не о столько «прерванном романе», сколько о повести с несколькими сюжетными линиями; в каждой из них присутствуют персонажи, судьбы которых на определённых жизненных этапах переплетаются между собой.
События в произведении воспроизводятся пунктирно: действие начинается в первой половине 1960-х годов, когда юного Николая Коллегу во дворе начинают считать удачливым голубятником, и длится ориентировочно до 1977 года. Высоцкий не стремится к хронологической последовательности, поэтому «куски времени» — и в авторском повествовании, и в воспоминаниях героев — порой сдвигаются. Единственная точная дата, являющаяся своеобразным «ориентиром» для текстологов, — это год рождения Тамары: 1954-й. Исходя из неё, они воспроизводят остальные вехи: отношения шестнадцатилетней школьницы Полуэктовой и двадцатипятилетнего Коллеги начинаются осенью 1970 года; арест Николая происходит весной 1971-го; в Москву отбывший срок Святенко возвращается в мае 1974-го. Ещё через три года валютная проститутка Тамара Полуэктова похищает восемьсот марок из кошелька немецкого бизнесмена Питера Онигмана.

Сюжетно-композиционное содержание повести реализовано в трех автономных, внутренне завершенных и относительно независимых друг от друга частях. <…> Временные пласты в этих «кусках» частично пересекаются, дополняя друг друга. Такой принцип повествования, совмещающий фрагментарность изложения с нарушением его хронологической последовательности, в конечном итоге восходит к линии Крейслера из романа «Житейские воззрения кота Мурра».
Предположительная незаконченность произведения стала поводом для рождения гипотез, связанных с дальнейшей судьбой героев. Так, Анатолий Кулагин обращает внимание на авторский текст в финальной сцене, в которой Коллега узнаёт о романе Кулешова и Тамары: «Всего ожидал Колька, только не этого. И не зная, что ответить, и как вести себя не зная, встал Колька и вышел». По мнению литературоведа, о том, что могло бы произойти дальше, — «не знаем ни мы, ни, наверное, сам автор». Поставив точку, Высоцкий отказался от продолжения, потому что «внутреннее моделирование — может быть, даже бессознательное — было завершено». Иную трактовку предлагает Андрей Скобелев, утверждающий, что о развитии событий читателю уже всё известно из первой и второй новелл. А заключительная фраза Тамариной исповеди (вторая часть) показывает, что героиня, не пожелавшая поехать к отбывающему срок Николаю, спустя годы жалеет о своём решении: «Наверное, надо было поехать, тогда бы хоть не было всей последующей мерзости».

### Цитаты и аллюзии
Исследователи неоднократно упоминали о многочисленных историко-культурных ассоциациях, которыми насыщены тексты Высоцкого. Среди литераторов, с которым Владимир Семёнович вёл постоянный творческий диалог, выделяется Александр Пушкин, своеобразная перекличка с которым обнаруживается в том числе в «Романе о девочках». Так, авторское повествование о несостоявшихся переменах в Тамариной судьбе, когда она чуть было не стала женой Питера Онигмана, завершается репликой «Да, счастье было так возможно!», являющейся слегка видоизменённой цитатой из «Евгения Онегина»: «А счастье было так возможно, / Так близко! Но судьба моя / Уж решена. Неосторожно, / Быть может, поступила я…». «Онегинские» мотивы присутствуют и в заключительной сцене произведения, во время которой Тамара признаётся Николаю, что любит Кулешова. Этот эпизод высоцковеды сравнивают с ситуацией в пушкинском произведении: сначала — потрясение («Она ушла. Стоит Евгений, / Как будто громом поражён. / В какую бурю ощущений / Теперь он сердцем погружён!»), затем — финал: «И здесь героя моего / В минуту, злую для него, / Читатель, мы теперь оставим. / Надолго… навсегда».
В анкете, на вопросы которой артисты Театра на Таганке отвечали летом 1970 года, Высоцкий указал, что его любимый писатель — Михаил Булгаков. Ещё в студенческие годы он познакомился с Еленой Сергеевной Булгаковой и тогда же, по свидетельству Людмилы Абрамовой, прочитал роман «Мастер и Маргарита». Влияние этого произведения, в том числе в виде прямых и трансформированных цитат, прослеживается и в стихах Высоцкого, и в его «Романе о девочках». Так, рассказывая о теоретическом знакомстве подростков с «первородным грехом Адама и Евы», автор поясняет, что «жили они по большей части в одной комнате с родителями… Справедливо все-таки замечено древними — во всем виноват квартирный вопрос». Прямая отсылка к словам Воланда об испортившем москвичей «квартирном вопросе» является, по мнению филолога Марины Капрусовой, некой лукавой «игрой с читателем». Связь с булгаковским романом обнаруживается в авторском «предсказании», касающемся судьбы Полуэктова-старшего: «А помрёт Максим Григорьевич… только года через три-четыре, как раз накануне свадьбы Тамаркиной с немцем». Эта фраза, как считает Андрей Скобелев, соотносится с репликой Коровьева о перспективах буфетчика Сокова: «Подумаешь, бином Ньютона! Умрёт он через девять месяцев, в феврале будущего года, от рака печени в клинике Первого МГУ, в четвёртой палате».
С литературными и фольклорными произведениями связан и образ Тамары Полуэктовой. Не исключено, что на выбор имени могло повлиять стихотворение Михаила Лермонтова «Тамара», героиня которого, обладавшая «всесильными чарами», вероломно заманивала к себе воинов, купцов и пастухов, а после проведённой с ними ночи убивала своих визитёров. В то же время имя Тамара ассоциируется с покровительницей искусств (поэма Шота Руставели «Витязь в тигровой шкуре»). «Таким образом, Тамара Полуэктова (как и её царственная тёзка) вызывает ассоциации с распутницей, подругой поэта и святой одновременно». В исповеди Полуэктовой (вторая новелла) присутствует воспоминание о песне, которую пел для неё Коллега: «Течёт речечка по песочечку, бережочек точит, а молодая девчоночка в речке ножки мочит». Эта песня, входившая в репертуар Высоцкого, Булата Окуджавы, Александра Галича, в разных вариантах известна с 1820-х годов (первым автором называют собирателя фольклора, актёра и поэта Николая Цыганова). Та версия песни, которую исполнял Высоцкий, представляет собой историю превращения «молодой комсомолочки» в «молодую да проституточку» и является «фольклорно-лирическим вариантом сюжета» «Романа о девочках».

### Стилевое своеобразие
Материал, лёгший в основу «Романа о девочках», сам по себе «неизящный», считает литературовед Владимир Новиков. Прозаики, работающие с криминальными сюжетами, порой вынуждены искать способы, позволяющие облагородить тему. Одним из путей является «„романтизация“ персонажей, своеобразная инъекция духовности», когда, к примеру, жрицы любви оказываются утончёнными людьми, способными на безоглядные чувства. Второй художественный приём связан с «возвышением остроумием»; среди образцов такого подхода выделяются рассказы Исаака Бабеля с их сообразительными налётчиками и афористичными биндюжниками.
У Высоцкого в «Романе о девочках» преобразование материала идёт в основном от интонации. Уже первая фраза, начинающая произведение («Девочки любили иностранцев»), несёт в себе определённый вызов. Для многих современников Высоцкого она выглядела крамольной и заставляла задавать встречные вопросы: «Какие такие девочки „любили иностранцев“? А почему они не любили наших, советских парней-тружеников? Не нашли таких? А для чего автор пишет об этих нехороших, как принято говорить, „негативных“, явлениях? А почему он их не бичует, не развенчивает?» Рассказчик в прозе Высоцкого — такой же, как и во многих его поэтических произведениях: он повествует о жизни с «ироничной отстранённостью» и стремится скрыть своё отношение к происходящему с помощью ролевого перевоплощения. Упомянутая первая фраза — это, по словам Владимира Новикова, не только голос автора и его героев, но и «голос жизни», который Высоцкий стремился услышать и воспроизвести. В его текстах, даже когда речь идёт о «некрасивых, но вполне жизненных подробностях», нет ни презрения, ни бравады, ни ханжеской дидактики.

Надо слушать авторскую интонацию, улавливать ритм речи. «Роман о девочках» — ритмизированная проза. В нём то и дело возникают звуковые узоры: «И наКАРкал ведь, стАРый воРон. ЗаБРАли НиколАя за пьЯную КАКую-то дРАКу…» Послушайте, как этот «кар» раскатывается по фразе. За кажущейся простотой и разговорностью — строгая и стройная мера…

## Постановка. Влияние. Гипотезы
Спектакль «Роман о девочках», поставленный в 1989 году Марком Розовским в театре-студии «У Никитских ворот», живёт на сцене уже больше четверти века. Несмотря на то, что в спектакле показана «послевоенная чернуха», которая может быть и не интересна современному зрителю, он постоянно ангажируется продюсерами в качестве выбора представления для гастролей и не уступает в «конкурсном» отборе многочисленным новым работам театра. Актёр Семён Фарада отзывался о постановке как о «потрясающей» и причислял её к числу любимых. По оценке Виктора Бакина, Розовский, выступивший как «талантливый инсценировщик» и внёсший в спектакль некоторые свои сценические находки, очень органично переместил «Роман…» на сцену и адаптировал спектакль для современного зрителя. В атмосфере студийности спектакля, в его зрелищности, количестве остросоциальных образов и фантазии режиссёра обнаруживается «почерк и стиль родной для Высоцкого „Таганки“».
В своей книге «Изобретение театра» Розовский объясняет, в чём причина интереса читателей и зрителей к «Роману о девочках»: «Этот бродячий сюжет, сюжет-штамп, сюжет знаемый и опробированный, Высоцкий погружает в наш социум, в НАШУ историю, точнее, в только что отошедшую в прошлое современность, ещё как историю никем не воспринимаемую. <…> Он написан по горячим следам только что прожитого времени — с календаря послевоенных лет будто оторвали листки, и на этих листках и взметнулась рожденная воображением Поэта и Актера проза».
По мнению Михаила Львовского, в «повести Высоцкого» присутствует мотив, предопределивший популярность вышедшего гораздо позже, чем «Роман…», и вызвавшего большой общественный резонанс фильма Петра Тодоровского и Владимира Кунина — «Интердевочка» (1989). Оба произведения наполнены болью и состраданием к героине. Она — «жертва времени, жестокого, беспощадного, чем вызывает сочувствие к, казалось бы, такой женщине, которая сочувствия вызвать не может».
В 2005 году московским издательством «Икар» была выпущена книга, в которую вошла повесть писателя и сценариста Ильи Рубинштейна «Городской романс» (в более поздних публикациях «Дворовый романс»). Это произведение имело подзаголовок — «очень вольная киновариация на тему незаконченной прозы В. С. Высоцкого „Роман о девочках“ и воспоминаний современников поэта». В сценарий была интегрирована сюжетная линия о «коварных планах» КГБ по избавлению общества от Александра Кулешова, придуманы новые факты из жизни автора. По мнению Виктора Бакина, сценарий искажает и образ Высоцкого, и его и «Роман о девочках», в итоге у читателей рождается «ложное впечатление о поэте, абсолютно не соответствующее действительному».
В 2008 году Сибирским фондом по увековечиванию памяти Владимира Высоцкого была анонсирована совместная работа со студией «Ковчег» — экранизация «Романа о девочках». Съёмки фильма по сценарию выпускника ВГИКа Владимира Дегтярева планировалось проводить в Новосибирске и Новосибирской области и закончить за два года. В главных ролях предполагалось занять «известных московских актёров» и сына поэта Никиту Высоцкого. Несмотря на обещание Анатолия Олейникова (руководителя фонда) о том, что «фильм будет снят при любых обстоятельствах», дальнейшая судьба проекта неизвестна.
Через двадцать лет после смерти Высоцкого писатель Василий Аксёнов, некогда порекомендовавший поэту обратиться к прозе, в одном из своих интервью высказал гипотезу:

Я почти уверен, что он стал бы серьезным романистом или драматургом. Пение на самом деле повергало его в своего рода истерику. А он жаждал вырваться в какую-то более спокойную сферу… Это самосохранение, попытка спастись у него была. Он цеплялся за эти формы деятельности, исключающие непосредственный контакт с публикой. Контакт с огромными массами людей его дико выбивал из колеи… Он прежде всего писал бы о самом себе в разных ситуациях. Он ведь был байронист. Это продолжение плеяды Печориных, Онегиных и прочих. Это такой тип русского романтика, байронита. Это не были бы, может быть, мемуарного плана вещи. А может быть, в конце концов, он пришел бы и к чисто мемуарному плану.

## Комментарии
1. ↑  «С двумя золотыми зубами» — в то время в некоторых слоях и группах советского общества (а также в среде уголовников) коронки из золота рассматривались как свидетельство благополучия и считались важным эстетическим элементом внешнего облика. Далее в «Романе…» говорится уже о четырёх золотых зубах у Николая, что, вероятно, свидетельствует о его «социальном росте»[24].
2. ↑  «Срок оттянуть, отмотать срок» — отбыть наказание в местах заключения[46].
3. ↑  «Арийский язык» — «арийскими» языками в строгом, научном смысле называют группу индоиранских языков. В «Романе…» это определение относится к немецкому языку, опираясь на элемент арийской идеологии немецких национал-социалистов[59].
4. ↑  «Ханыга» — пьяница, побирушка. Устаревшее слово «хананыга» обозначало праздного шатуна по чужим угощениям[53].
5. ↑  «Бизнесфюрер» — предположительно, выдуманное Высоцким сложное слово, состоящее из английского «business» (дело, коммерция) и немецкого «Führer» (вождь, руководитель, командир, начальник)[60].
6. ↑  «Кореш»— приятель, друг[74].
7. ↑  «Протеизм» — «стремление человека к самосовершенствованию, к познанию закономерностей развития природы и общества, к постоянному изменению на этой основе своего духовного облика»[81].